# Ignacio San Martín
Ignacio San Martín (Montevideo, Uruguay, 17 de marzo de 1989) es un futbolista uruguayo. Juega como delantero y su equipo actual es el Salto fútbol club de la Segunda División Profesional de Uruguay.

## Trayectoria
Comenzó su carrera como jugador en Boston River, luego de unas series de lesiones y sin participación en los equipos, llega en el 2011 a Juventud de las piedras equipo con el que en su primera temporada colaboró con 6 anotaciones que ayudaron al club a conseguir el ascenso a la Primera División de Uruguay. Después del sucesivo ascenso, se unió al Oriental en calidad de préstamo. A comienzos de 2013 se unió al Farense de Portugal. Regresaría a Oriental para jugar una temporada más. El 30 de julio de 2014 se confirma su fichaje por el Parrillas One. Regresaría nuevamente a Oriental a mediados de 2014 y consigue el ascenso a la Segunda División Profesional de Uruguay. El 8 de enero de 2016 ficha por el Deportivo Mictlán de la Liga Nacional de Guatemala.